# 李屹
李屹（1960年2月—），四川渠县人，男，汉族，中华人民共和国政治人物。1977年9月参加工作，1983年5月加入中国共产党，是中共第十九届中央委员。新疆大学历史系历史专业毕业，大学学历。作曲家。

## 生平
1979年9月至1983年7月，在新疆大学历史系历史专业学习。毕业后历任中国共产党新疆维吾尔自治区委员会办公厅秘书、副处级秘书、处级秘书，办公厅副主任，副秘书长，副秘书长兼办公厅主任。2004年12月至2010年12月，任中国共产党新疆维吾尔自治区委员会常委、宣传部部长。
2011年1月，任中国文学艺术界联合会副主席、党组副书记、书记处书记。
2017年4月，任中国文联党组书记。
2025年3月，被增补为中国人民政治协商会议全国委员会文化文史和学习委员会副主任，卸任中国文联党组书记职务。

## 文艺创作
李屹1983年就读新疆大学历史系后开始自学歌曲创作。先后创作和发表数十首作品。2000年被聘为新疆师范大学音乐学院客座教授。代表作有《慕士塔格》《老父亲》《澳门歌谣》《我们是兄弟姐妹》《六瓣花》《楼兰之恋》等。